# 亞美尼亞禮天主教基里基雅宗主教區
亞美尼亞禮天主教基里基雅宗主教區（拉丁語：Patriarchatus Ciliciae Armenorum）是一個東儀天主教（亞美尼亞禮）宗主教區。下轄一個總主教區、三個教區、兩個宗座代牧區。
宗主教區成立於1742年11月26日。雖然宗主教區名義上位於基里基雅，但宗主教府實際位於黎巴嫩伯總馬，而座堂位於首都貝魯特。最近宗主教為額我略·伯多祿二十世·蓋布洛揚，2015年7月24日當選，翌日獲教宗方濟各賜予「教會共融」，2021年5月25日逝世。